# Чунеши (Цхункурі)
Чунеши (груз. ჩუნეში) — село в Грузії.
За даними перепису населення 2014 року в селі проживає 119 осіб.